# ان‌جی‌سی ۳۰

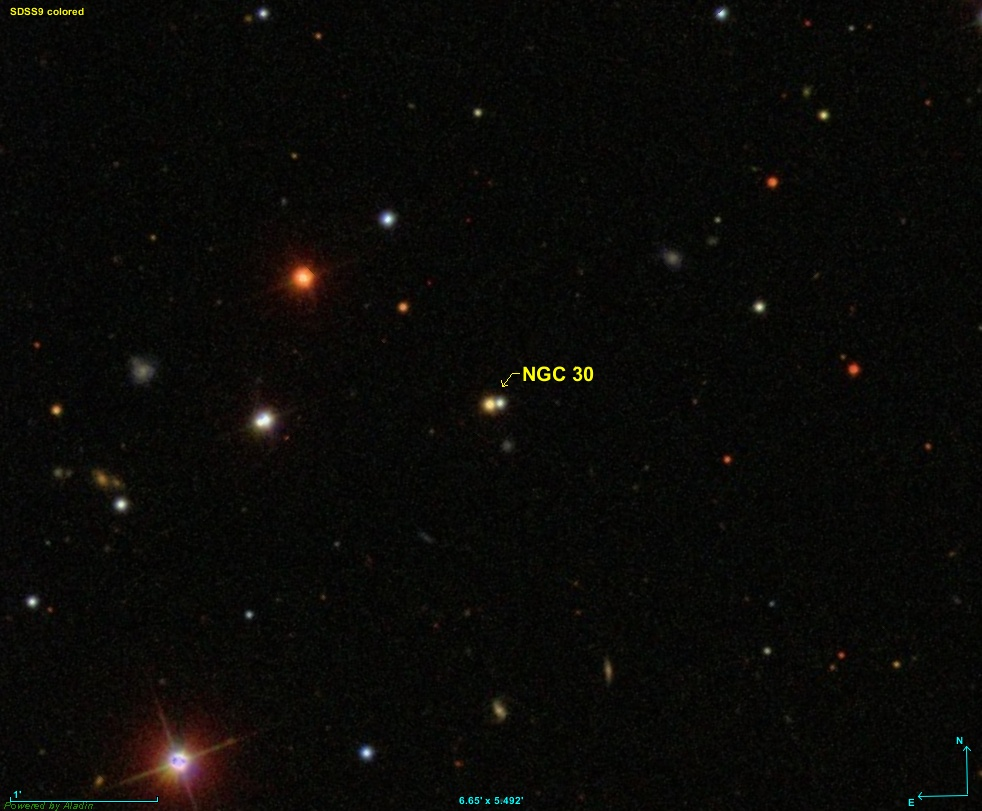
ان‌جی‌سی ۳۰

ان‌جی‌سی ۳۰ (به انگلیسی: NGC 30) یک جفت ستاره با قدر ظاهری ۱۴٫۸/۱۵ است که در صورت فلکی اسب بالدار قرار دارد. این جفت‌ستاره تنها یک بار در ۳۰ اکتبر ۱۸۶۴ میلادی توسط ستاره‌شناس آلمانی، آلبرت مارت مشاهده و ثبت شد.